# 아시아펀드
아시아펀드는 인수를 위해 특수목적회사(SPC)인 아시아펀드를 설립하고 금호산업 지주회사이다.
다른 회사의 주식, 지분, 증권, 파생상품 투자 자금 차입 또는 채무 보증 등의 활동 이같은 목적 달성에 관련된 모든 사업

## 연혁
- 2015년 10월 아시아펀드 설립